# 健康づくりのためのバンコク憲章
健康づくりのためのバンコク憲章（けんこうづくりのためのバンコクけんしょう、Bangkok Charter for Health Promotion）は、2005年に世界保健機関によって作成された健康づくりについての声明である。2005年8月7-11日にタイ王国の首都バンコクにて開かれた、第6回健康づくり国際会議にて採択された。
健康づくりのためのバンコク憲章は、国際化した世界における健康の決定要因（健康の社会的決定要因）を管理するために必要な、活動と責務、誓約を確認した。
本憲章には国際化した世界におけるという枕詞が添えられている。

## 背景
国際化した世界における健康の決定要因を管理することの重要性が明らかとなってきたことを受け、第6回健康づくり国際会議は国際化した疾病の管理をテーマとして開催された。

## 健康づくりの戦略
健康的な世界を目指すには、強力な政治的活動、幅広い協働、持続的な推奨が必要である。健康づくりは、一連の検証済みの効果的戦略を整えてきている。
これらの戦略の実行のために、全ての部門と現場は以下の活動に取り組まなければいけない。
1. 人権と連帯責任に基づいた健康の推奨
2. 健康の決定要因を管理するための持続可能な政策、活動、社会基盤（インフラストラクチャー）への投資
3. 政策展開、統率力の発揮、健康づくりの導入、知識の伝達、研究、ヘルス・リテラシーのための生産能力の拡張
4. 全ての人々にとっての、安全確保のための規制と、健康と住み良い暮らしの公平な機会を得るための法律の制定
5. 持続的活動のための公的私的非政府国際組織と市民団体の協働と提携

## 4つの責務
健康づくりには、以下の4つの責務がある。
1. 国際的発展計画の中核をなす
2. 全ての政府にとっての責任の中核をなす
3. 地域社会と市民団体の原動力である
4. 優れた組織活動の要件である

## 求められる活動
健康づくり国際会議の参加国は、世界保健機関とその加盟国が、その他の国々と提携することで、健康づくりのための資源を配置し、適切な指標や標的を通じて大小の活動計画を起草し、定期的にその進捗を報告するよう、求めている。国際連合には、国際保健条約が締結され、その恩恵が広まるよう活動することが求められている。